# Enong Bibak
Enong Bibak ou Enongbibak est un village de la région du Centre du Cameroun. Il est localisé dans l'arrondissement (commune) de Minta, département de la Haute-Sanaga. On y accède par la piste rurale qui lie Meba à Mbargué et de Wall à Mekon I.

## Population et société
En 1963, la population de Enong Bibak était de 196 habitants. Enong Bibak comptait 207 habitants lors du dernier recensement de 2005. La population est constituée pour l’essentiel de Bamvele.